# Josh Hart
Josh Hart (* 6. März 1995 in Silver Spring, Maryland) ist ein US-amerikanischer Basketballspieler. Er spielt auf der Position des Shooting Guards.

## High School und College
Hart ist der Großneffe des Baseballspielers Elston Howard und besuchte die Sidwell Friends School in Bethesda (Maryland), Maryland und Washington, D.C. Als Senior erzielte er 24,3 Punkte pro Spiel und griff außerdem 13,4 Rebounds. Danach entschloss er sich für die Wildcats der Villanova University zu spielen. Er verbrachte alle vier Jahre am College und meldete sich letztendlich zum NBA-Draft 2017 an. Hart war ein großer Bestandteil jenes Teams, welches in der Saison 2015/16 die Meisterschaft der NCAA gewinnen konnte.

## NBA
Am 22. Juni 2017 wurde Hart beim Draft von den Utah Jazz ausgewählt. Zusammen mit dem 42. Pick des Drafts, Thomas Bryant, wurde er kurz darauf zu den Los Angeles Lakers getradet, welche im Austausch den 28. Pick der Lakers, Tony Bradley, bekamen. Am 3. Juli unterschrieb Hart einen Rookie-Vertrag bei den Kaliforniern. In seinem ersten Spiel in der Starting-Five am 14. Dezember 2017 erreichte er, mit 11 Punkten und 10 Rebounds, ein Double-double. In seinem letzten Saisoneinsatz gegen die Los Angeles Clippers erzielte er 30 Punkte und versenkte sieben von neun Dreiern. Die Saison beendete er mit einem Schnitt von 7,9 Punkten und 4,2 Rebounds pro Spiel. Seine zweite Saison 2018/19 beendete er mit durchschnittlich 7,9 Punkten und 3,9 Rebounds pro Spiel.
Im Rahmen des Anthony-Davis-Trades wechselte Josh Hart zusammen mit seinen Teamkollegen Lonzo Ball und Brandon Ingram zu den New Orleans Pelicans.
Am 8. Februar 2022 wurde Hart im Rahmen eines Deals zwischen den Pelicans und den Portland Trailblazers unter anderem für CJ McCollum zu den Blazers transferiert. An diesem Tauschgeschäft waren insgesamt sieben Spieler beteiligt. Am 12. März 2022 gelang Hart beim 127:118-Sieg der Blazers über die Washington Wizards mit 44 Punkten ein persönlicher Karriererekord.
Ein Jahr später am 8. Februar 2023 wurde Hart wieder zur Trade-Deadline von seinem Team getradet, diesmal wurde er nach New York zu den Knicks geschickt. Die Trail Blazers tauschten ihn für Cam Reddish und einen Lottery-geschützten First-Round Pick. In New York wird er mit Jalen Brunson zusammenspielen, mit dem er bereits auf dem College in Villanova zusammengespielt hatte. (Das heißt, dass die Blazers den Pick nur bekommen, wenn der Pick der Knicks außerhalb der Top 14 ist)

## Karriere-Statistiken

### NBA

#### Reguläre Saison
| Saison  | Team                   | GP  | GS  | MPG  | FG % | 3P % | FT % | RPG | APG | SPG | BPG | PPG  |
| ------- | ---------------------- | --- | --- | ---- | ---- | ---- | ---- | --- | --- | --- | --- | ---- |
| 2017–18 | LA. Lakers             | 63  | 23  | 23.2 | .469 | .396 | .702 | 4.2 | 1.3 | 0.7 | 0.3 | 7.9  |
| 2018–19 | LA. Lakers             | 67  | 22  | 25.6 | .407 | .336 | .688 | 3.7 | 1.4 | 1.0 | 0.6 | 7.8  |
| 2019–20 | New Orleans            | 65  | 16  | 27.0 | .423 | .342 | .739 | 6.5 | 1.7 | 1.0 | 0.4 | 10.1 |
| 2020–21 | New Orleans            | 47  | 4   | 28.7 | .439 | .326 | .775 | 8.0 | 2.3 | 0.8 | 0.3 | 9.2  |
| 2021–22 | New Orleans / Portland | 54  | 53  | 33.2 | .504 | .343 | .758 | 7.2 | 4.1 | 1.1 | 0.2 | 14.9 |
| 2022–23 | Portland / New York    | 76  | 52  | 32.3 | .529 | .372 | .750 | 7.8 | 3.8 | 1.2 | 0.3 | 9.8  |
| 2023–24 | New York               | 81  | 42  | 33.4 | .434 | .310 | .791 | 8.3 | 4.1 | 0.9 | 0.3 | 9.4  |
| 2024–25 | New York               | 77  | 77  | 37.6 | .525 | .333 | .776 | 9.6 | 5.9 | 1.5 | 0.4 | 13.6 |
| Gesamt  | Gesamt                 | 530 | 289 | 30.4 | .471 | .342 | .753 | 7.0 | 3.2 | 1.0 | 0.3 | 10.3 |

#### Play-offs
| Saison  | Team     | GP | GS | MPG  | FG % | 3P % | FT % | RPG  | APG | SPG | BPG | PPG  |
| ------- | -------- | -- | -- | ---- | ---- | ---- | ---- | ---- | --- | --- | --- | ---- |
| 2022–23 | New York | 11 | 5  | 32.1 | .479 | .313 | .636 | 7.4  | 2.2 | 0.8 | 0.3 | 10.4 |
| 2023–24 | New York | 13 | 13 | 42.2 | .440 | .373 | .729 | 11.5 | 4.5 | 1.0 | 0.8 | 14.5 |
| 2024–25 | New York | 18 | 14 | 35.7 | .472 | .370 | .776 | 8.8  | 4.4 | 1.1 | 0.6 | 11.6 |
| Gesamt  | Gesamt   | 42 | 32 | 36.7 | .461 | .359 | .737 | 9.3  | 3.9 | 1.0 | 0.5 | 12.2 |